# Бектемір Мелікузієв
Бектемір Мелікузієв (узб. Bektemir Meliqoʻziyev; нар. 8 квітня 1996) — узбецький боксер. Срібний призер Олімпійських ігор 2016 року, срібний (2015) та бронзовий (2017) призер чемпіонатів світу, чемпіон Азії.

## Любительська кар'єра

### Чемпіонат світу 2015
- 1/16 фіналу: Переміг Заала Квачатадзе (Грузія) — KO
- 1/8 фіналу: Переміг Крістіана Мбіллі-Ассомо (Франція) — 2-1
- 1/4 фіналу: Переміг Петра Хамукова (Росія) — 2-1
- 1/2 фіналу: Переміг Майкла О'Рейлі (Ірландія) — 2-1
- Фінал: Програв Арлену Лопесу (Куба) — 1-2

### Олімпійські ігри 2016
- 1/8 фіналу: Переміг Даніеля Льюїса (Австралія) — 3-0
- 1/4 фіналу: Переміг Вікаса Крішана Ядава (Індія) — 3-0
- 1/2 фіналу: Переміг Місаеля Родрігеса (Мексика) — 3-0
- Фінал: Програв Арлену Лопесу (Куба) — 0-3

### Чемпіонат світу 2017
- 1/8 фіналу: Переміг Мусліма Гаджімагомедова (Росія) — 4-1
- 1/4 фіналу: Переміг Єріка Алжанова (Казахстан) — 3-2
- 1/2 фіналу: Програв Джо Ворду (Ірландія) — 2-3

## Професіональна кар'єра
2019 року Бектемір Мелікузієв дебютував на професійному рингу. 19 червня 2021 року в своєму восьмому поєдинку програв нокаутом міцному американському джорнімену Габрієлю Росадо. Цей нокаут був визнаний нокаутом 2021 року за версією журналу «Ринг».
Здобувши чотири перемоги поспіль, 22 квітня 2023 року в бою за вакантний титул інтерконтинентального чемпіона за версією WBA у другій середній вазі вдруге зустрівся з Габрієлем Росадо. Діючи цього разу надзвичайно обережно, Мелікузієв здобув перемогу одностайним рішенням.